# Broch di Mousa
Il broch di Mousa (in inglese: Broch of Mousa o Mousa Broch) è una torre preistorica dell'isola scozzese di Mousa, nelle Shetland, risalente a un periodo probabilmente compreso tra il 300 e il 100 a.C. (Età del ferro). Si tratta del broch dell'età del ferro meglio conservato, nonché di una delle strutture preistoriche meglio conservate d'Europa.
Il sito è gestito dallo Historic Environment Scotland.

## Storia
Si suppone che il broch sia stato realizzato in due fasi: nella prima fase, venne probabilmente realizzata una struttura in legno circondata da mura, che in seguito sarebbe stata sostituita dall'attuale struttura in pietra.
Il broch di Mousa fu citato in due saghe nordiche. La prima di queste due è la Saga degli uomini delle Orcadi (Orkneyinga Saga), redatta nel 1153, dove si racconta che lo jarl Haraldr Maddadsson assediò il broch per liberare la madre che era stata rapita sull'isola; la seconda è la Saga di Egill (Egils saga), redatta tra il 1220 e il 1240 ca., dove si racconta che una coppia trovò riparo all'interno del broch dopo che la loro barca era naufragata durante una fuga dall'Islanda alla Norvegia.
Nel 1774, fu realizzato il primo disegno del broch di Mousa, a opera di George Law.
Nel corso del XIX secolo, il broch fu visitato da vari archeologi. Sempre nel corso del XIX secolo, segnatamente nel 1814, il broch venne visitato dallo scrittore Walter Scott. Il broch di Mousa fu quindi descritto per la prima volta in modo accurato tra il 1852 e il 1866 da Sir Henry Dryden.
Nel 1861 fu attuata un'opera di restauro della torre, nel corso della quale furono rinvenute delle pentole in pietra e argilla e delle ossa di lontra. Il broch venne in seguito ricostruito tra il 1967 e il 1980.

## Architettura

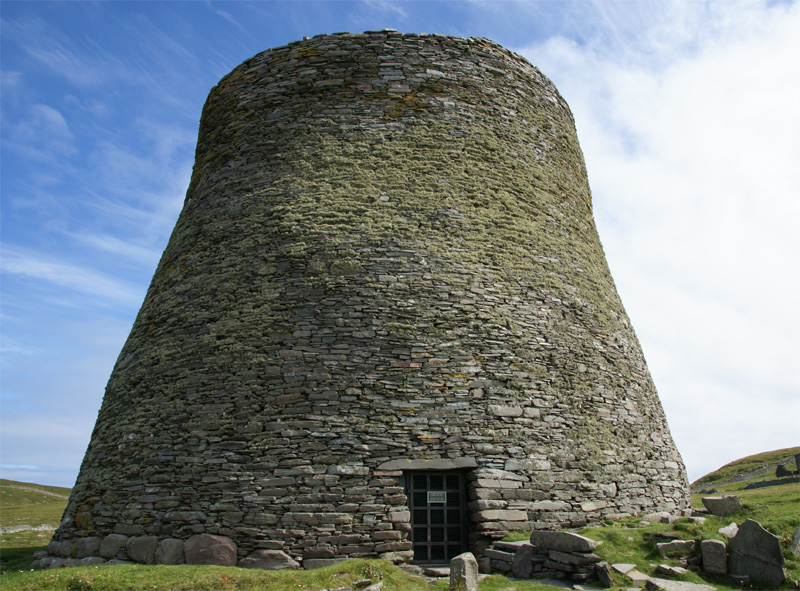
L'entrata del broch

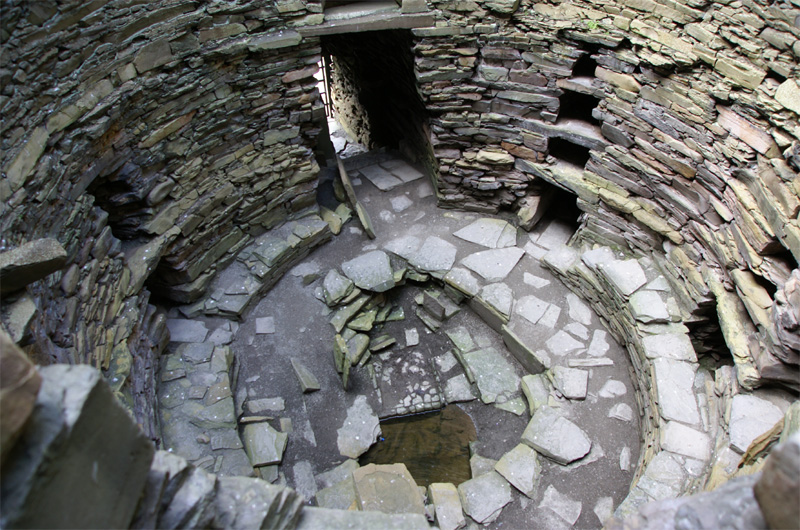
L'interno del broch

Il broch di Mousa si erge su una scogliera che si affaccia sul Mousa Sound.
Il broch è alto 40/42piedi (13 metri) e ha un diametro di 15 metri. Alla base è circondato da mura dello spessore di 15 piedi.
La torre possiede una sola entrata e al primo piano si trova un corridoio della lunghezza di 16 piedi. All'interno del broch si trovano sei gallerie e due pavimenti in legno.